# Hollandse tuin (heraldiek)

Wapen van Geertruidenberg met Hollandse tuin

In de heraldiek is een Hollandse tuin een omheining of haag met een toegangshek. De herkomst is volgens de 18e-eeuwse historicus Cornelis van Alkemade een zegel, uitgegeven in 1406 door graaf Willem VI van Holland na het beleg van  Hagestein tijdens de Arkelse Oorlogen dat symbool zou staan voor bepaalde rechten en vrijheden voor de burgers. Het is echter niet zeker of dit de juiste verklaring is.
Een verklaring die verder terugkijkt in de geschiedenis is dat de voorstelling een rechts- of dingplaats aanduidt, van oudsher een afgezet gebied rond de gerechtslinde of -eik, waaronder recht gesproken werd. Zie hiervoor bijvoorbeeld het Wapen van Markelo.
De Hollandse tuin is tot 1806 regelmatig in de Nederlandse heraldiek gebruikt, maar komt in 2023 alleen nog voor in de gemeentewapens van Geertruidenberg en Gent.